# Завалета, Эрик
Эрик Энтони Завалета (Сабалета) Ванни (исп. и англ. Eriq Anthony Zavaleta Vanney; 2 августа 1992, Уэстфилд, Индиана, США) — сальвадорский и американский футболист, центральный защитник клуба «Лос-Анджелес Гэлакси» и сборной Сальвадора.

## Биография

### Молодёжная карьера
Завалета играл в футбол в старшей школе Уэстфилда, где забил 45 мячей и сделал 19 результативных передач. Находился в академиях клубов «Реал Солт-Лейк», «Чивас США» и «Коламбус Крю».
7 февраля 2011 года было объявлено, что Завалета поступит в Индианский университет в Блумингтоне, где с осени начнёт играть за университетскую футбольную команду «Индиана Хузиерс». В команде университета он был нападающим. На первом курсе сыграл 22 матча, забил десять голов и отдал пять голевых передач. На втором курсе сыграл 24 матча, забил 18 голов и отдал четыре голевые передачи. Помог Индиане выиграть восьмой национальный титул, в финале Кубка колледжей 2012 против Джорджтауна ассистировал победному голу Никиты Котлова.

### Клубная карьера
Оставив университет после второго года обучения, 7 января 2013 года Завалета подписал контракт с MLS по программе Generation adidas. 17 января на Супердрафте MLS 2013 Завалета был выбран в первом раунде под общим 10-м номером клубом «Сиэтл Саундерс». Его профессиональный дебют состоялся 23 марта в матче против «Сан-Хосе Эртквейкс», в котором он вышел на замену на 84-й минуте вместо Стива Закуани.
10 июня 2013 года Завалета отправился в аренду в клуб Североамериканской футбольной лиги «Сан-Антонио Скорпионс» на два матча, до 23 июня. В NASL дебютировал 15 июня в матче против «Тампа-Бэй Раудис». Оставшись в аренде в «Скорпионс» ещё на время, 29 июня в матче против «Форт-Лодердейл Страйкерс» забил свой первый гол в профессиональной карьере, а также отдал голевую передачу.
28 февраля 2014 года Завалета был взят в аренду клубом «Чивас США» на сезон. Дебютировал за «Чивас США» 22 марта в матче против «Далласа». В «Чивас США» Завалета окончательно переквалифицировался из центрального нападающего в центрального защитника.
По окончании сезона 2014 «Сиэтл Саундерс» не стал продлевать контракт с Завалетой.
26 января 2015 года «Торонто» выменял права на Завалету у «Сиэтл Саундерс» на пик второго раунда Супердрафта MLS 2016. За канадский клуб он дебютировал 2 мая в матче против «Филадельфии Юнион», выйдя на замену в конце второго тайма вместо Себастьяна Джовинко. 5 сентября в матче против своего бывшего клуба «Сиэтл Саундерс» забил свой первый гол в MLS. 15 апреля 2016 года Завалета был заявлен в «Торонто II», фарм-клуб «Торонто» в USL. За «Янг Редс» дебютировал 17 апреля в матче против «Питтсбург Риверхаундс», заменив во втором тайме Скайлара Томаса. 22 апреля был отозван из «Торонто II». 3 мая вновь отправился в «Торонто II». По окончании сезона 2017 контракт Завалеты с «Торонто» истёк, но 23 января 2018 года клуб перезаключил контракт с игроком. По окончании сезона 2020 контракт Завалеты с «Торонто» закончился, но 23 февраля 2021 года клуб подписал с игроком новый контракт до конца сезона 2021 с опцией продления на сезон 2022. По окончании сезона 2021 «Торонто» не продлил контракт с Завалетой.
10 марта 2022 года Завалета на правах свободного агента присоединился к «Лос-Анджелес Гэлакси», подписав однолетний контракт до конца сезона 2022 с опцией продления на сезон 2023. За «Гэлакси» дебютировал 19 апреля в матче Открытого кубка США 2022 против «Сан-Диего Лойал». Дебютировал за «Гэлакси» в MLS 30 апреля в матче против «Реал Солт-Лейк». По окончании сезона 2022 «Лос-Анджелес Гэлакси» не продлил контракт с Завалетой, но 7 февраля 2023 года клуб подписал с игроком новый двухлетний контракт до конца сезона 2024.

### Международная карьера
В составе сборной США до 17 лет Завалета принял участие в юношеском чемпионате мира 2009.
Отец Завалеты — выходец из Сальвадора. В феврале 2017 года он заявил о желании играть за сальвадорскую сборную.
В апреле 2021 года Завалета, став обладателем паспорта гражданина Сальвадора, получил разрешение от ФИФА выступать за сборную страны. 26 мая был вызван в сборную Сальвадора на матчи квалификации чемпионата мира 2022 против сборных Американских Виргинских Островов и Антигуа и Барбуды. За «Лос Кускатлекос» дебютировал 5 июня в матче против Американских Виргинских Островов. 8 июня в матче против Антигуа и Барбуды забил свой первый гол за «Лос Кускатлекос». Был включён в состав сборной на Золотой кубок КОНКАКАФ 2021.
Был включён в состав сборной на Золотой кубок КОНКАКАФ 2023.

### Личные сведения
Эрик Завалета — племянник Грега Ванни.

## Достижения
Командные
 «Торонто»
- Чемпион MLS (обладатель Кубка MLS): 2017
- Победитель регулярного чемпионата MLS: 2017
- Победитель Первенства Канады: 2016, 2017, 2018

 «Лос-Анджелес Гэлакси»
- Обладатель Кубка MLS: 2024
- Победитель Западной конференции MLS: 2024

## Статистика выступлений

### Клубная статистика
| Выступление                    | Выступление      | Выступление      | Лига | Лига | Плей-офф | Плей-офф | Кубок | Кубок | ЛЧ КОНКАКАФ | ЛЧ КОНКАКАФ | Итого | Итого |
| Клуб                           | Лига             | Сезон            | Игры | Голы | Игры     | Голы     | Игры  | Голы  | Игры        | Голы        | Игры  | Голы  |
| ------------------------------ | ---------------- | ---------------- | ---- | ---- | -------- | -------- | ----- | ----- | ----------- | ----------- | ----- | ----- |
| Сиэтл Саундерс                 | MLS              | 2013             | 5    | 0    | 0        | 0        | 0     | 0     | 0           | 0           | 5     | 0     |
| Сиэтл Саундерс                 | Итого            | Итого            | 5    | 0    | 0        | 0        | 0     | 0     | 0           | 0           | 5     | 0     |
| Сан-Антонио Скорпионс (аренда) | NASL             | 2013             | 4    | 1    | —        | —        | —     | —     | —           | —           | 4     | 1     |
| Сан-Антонио Скорпионс (аренда) | Итого            | Итого            | 4    | 1    | —        | —        | —     | —     | —           | —           | 4     | 1     |
| Чивас США (аренда)             | MLS              | 2014             | 17   | 0    | —        | —        | 1     | 0     | —           | —           | 18    | 0     |
| Чивас США (аренда)             | Итого            | Итого            | 17   | 0    | —        | —        | 1     | 0     | —           | —           | 18    | 0     |
| Торонто                        | MLS              | 2015             | 18   | 1    | 1        | 0        | 2     | 0     | —           | —           | 21    | 1     |
| Торонто                        | MLS              | 2016             | 15   | 0    | 6        | 0        | 4     | 0     | —           | —           | 25    | 0     |
| Торонто                        | MLS              | 2017             | 29   | 1    | 4        | 0        | 3     | 0     | —           | —           | 36    | 1     |
| Торонто                        | MLS              | 2018             | 21   | 0    | —        | —        | 3     | 0     | 6           | 0           | 30    | 0     |
| Торонто                        | MLS              | 2019             | 16   | 0    | 0        | 0        | 2     | 0     | 0           | 0           | 18    | 0     |
| Торонто                        | MLS              | 2020             | 5    | 0    | 0        | 0        | —     | —     | 2           | 0           | 7     | 0     |
| Торонто                        | MLS              | 2021             | 14   | 0    | —        | —        | 0     | 0     | —           | —           | 14    | 0     |
| Торонто                        | Итого            | Итого            | 118  | 2    | 11       | 0        | 14    | 0     | 8           | 0           | 151   | 2     |
| Торонто II (фарм-клуб)         | USL              | 2016             | 2    | 0    | —        | —        | —     | —     | —           | —           | 2     | 0     |
| Торонто II (фарм-клуб)         | USL1             | 2019             | 1    | 0    | —        | —        | —     | —     | —           | —           | 1     | 0     |
| Торонто II (фарм-клуб)         | Итого            | Итого            | 3    | 0    | —        | —        | —     | —     | —           | —           | 3     | 0     |
| Лос-Анджелес Гэлакси           | MLS              | 2022             | 4    | 0    | —        | —        | 2     | 0     | —           | —           | 6     | 0     |
| Лос-Анджелес Гэлакси           | MLS              | 2023             | 6    | 0    | —        | —        | 1     | 0     | —           | —           | 7     | 0     |
| Лос-Анджелес Гэлакси           | Итого            | Итого            | 10   | 0    | —        | —        | 3     | 0     | —           | —           | 13    | 0     |
| Всего за карьеру               | Всего за карьеру | Всего за карьеру | 157  | 3    | 11       | 0        | 18    | 0     | 8           | 0           | 194   | 3     |

Источники: Transfermarkt, Soccerway, Footballdatabase.eu.

### Международная статистика
| Команда   | Год   | Игры | Голы |
| --------- | ----- | ---- | ---- |
| Сальвадор |       |      |      |
| 2021      | 13    | 1    |      |
| 2022      | 6     | 1    |      |
| 2023      | 4     | 0    |      |
| Всего     | Всего | 23   | 2    |

Голы за сборную
| №  | Дата          | Место                                 | Соперник          | Голы | Результат | Турнир                            |
| -- | ------------- | ------------------------------------- | ----------------- | ---- | --------- | --------------------------------- |
| 1. | 8 июня 2021   | «Кускатлан», Сан-Сальвадор, Сальвадор | Антигуа и Барбуда | 1:0  | 3:0       | Квалификация чемпионата мира 2022 |
| 2. | 24 марта 2022 | «Индепенденс Парк», Кингстон, Ямайка  | Ямайка            | 1:0  | 1:1       | Квалификация чемпионата мира 2022 |

Источник: National Football Teams.